# みのりスクランブル!
『みのりスクランブル!』（MINORI SCRAMBLE!）は、ちはや深影による日本の漫画作品。『まんがタイムきららフォワード』（芳文社）にて、2007年から2008年にかけて連載されていたコマ割り漫画。
2011年にアニプレックスから「アニメ文庫」の1つとしてアニメ化される。

## 登場人物
みのり
声 - 阿久津加菜
ペンギン型アンドロイド・ペンギノイド。ペンギン嫌い克服装置。エビ好き
掛川たまき（かけがわ たまき）
声 - 五十嵐裕美
ペンギン博士の父親の影響で、ペンギンが苦手な女の子。
晃（あきら）
声 - 高井舞香
みのりの友達。かわいいものをみると暴走する。
八木山幸（やぎやま みゆき）
ペンギン科学者で、みのりを製作した博士。
アニメではたまきの父親が製作したことに変更されたため登場しない。

## 書誌情報
- ちはや深影 『みのりスクランブル』 芳文社〈まんがタイムKRコミックス〉、2008年2月27日発行、ISBN 978-4-8322-7684-0

## アニメ文庫
『アニメ文庫』第1弾としてアニメ化。2010年、アニメーション制作会社ユーフォーテーブルによってアニメ化の発表が行われた。アニメ声優の公開オーディションが同年10月に徳島市で開催された「眉山山頂秋フェスタ×マチ★アソビvol.4」にて行われ、2011年1月の「マチ★アソビ vol.5」にて結果が発表、晃役に徳島の現役女子高生（当時）の高井舞香が起用された。2011年11月5日より『百合星人ナオコサン』と共に1週間限定でプレミア劇場上映。2012年2月15日にDVD&Blu-Rayが発売。

### スタッフ
- 原作 - ちはや深影「みのりスクランブル!」(芳文社「まんがタイムきららフォワード」)
- 監督 - 野中卓也[1]
- キャラクターデザイン - 茂木貴之[1]
- プロップデザイン - 永森雅人
- 脚本 - 平松正樹
- 絵コンテ・演出 - 野中卓也
- 作画監督 - 茂木貴之、永森雅人
- 美術監督 - 海老沢一男
- 色彩設計 - 千崎美賀子
- 撮影監督 - 吉川冴
- 音楽 - あきやまうに
- 編集 - 神野学
- 音響監督 - 本山哲
- プロデューサー - 岩上敦宏、近藤光、武智恒雄
- アニメーション制作 - ufotable[1]
- 製作 - アニプレックス、ユーフォーテーブル、クロックワークス

### 主題歌
阿久津加菜、五十嵐裕美、高井舞香が歌唱する。
「みんなでハッピー」
オープニングテーマ。作詞は逢瀬祭、作曲は三澤康広、編曲は山崎真吾。
「君の僕へのかくしごと」
エンディングテーマ。作詞は逢瀬祭、作曲は三澤康広、編曲はnana@Sevencolors、サウンドプロデュースは三澤康広。